# Bwitonatus marlieri
Bwitonatus marlieri is een hooiwagen uit de familie Assamiidae. De wetenschappelijke naam van Bwitonatus marlieri gaat terug op Roewer.